# Cerro Alto de las Vizcachas
El Cerro Alto de las Vizcachas  es un cerro precordillerano de Los Andes, es uno de más visitados de la ciudad de Santiago en los fines de semana. Tiene una de altitud 1871 m s. n. m. y limita al norte con San Carlos de Apoquindo y el Morro Las Papas, mientras que por el sur con la quebrada de Ramón. Este cerro es parte de la cadena montañosa sierra de Ramón, la que tiene por límites el río Mapocho por el Norte y el río Maipo por el Sur, la ciudad de Santiago por el oeste y estero El Manzano por el este.
En su cumbre, Don Alejandro Cabrera construyó el Santuario Los Cedros, en memoria de su hijo Fernando.

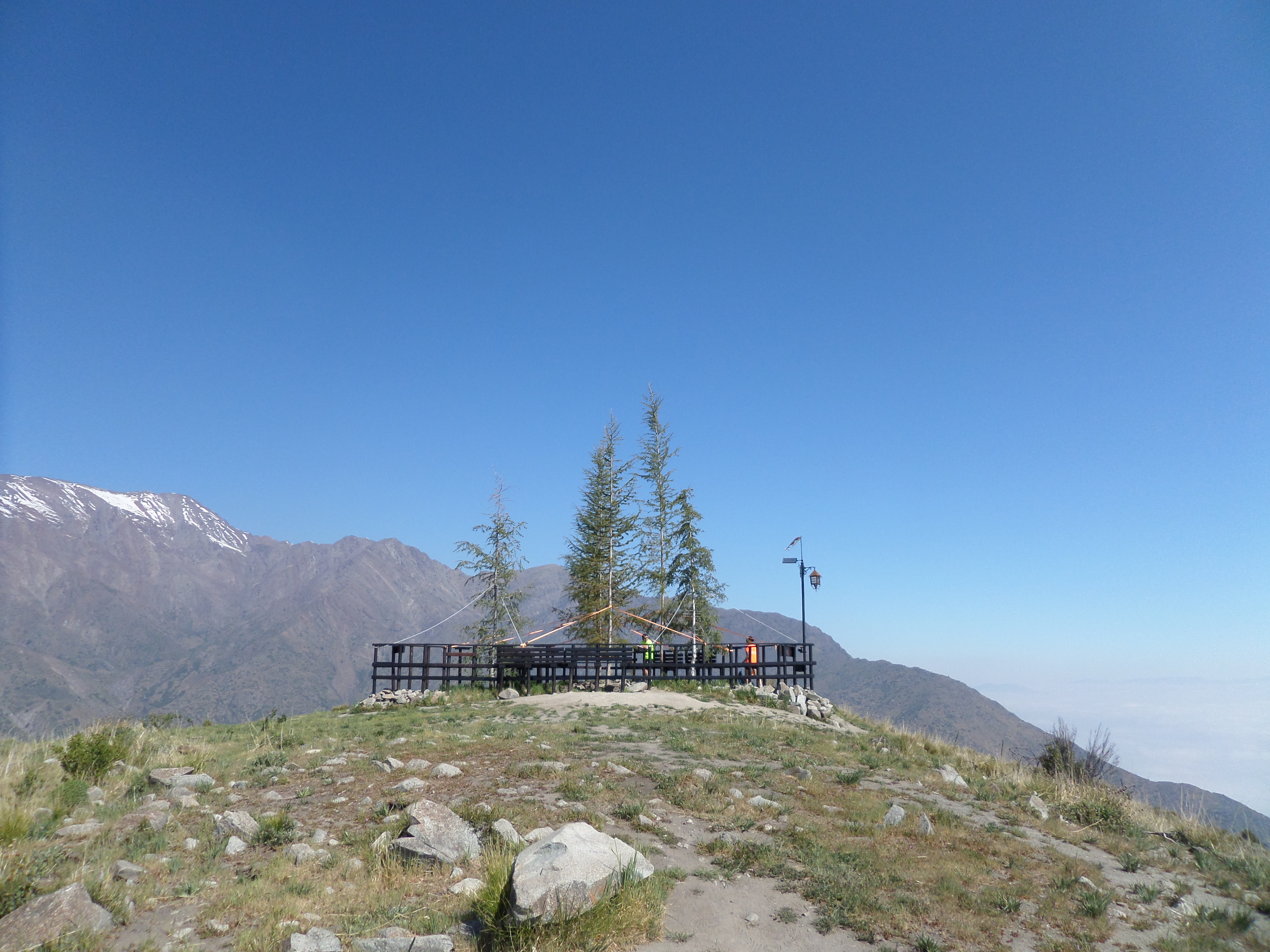
Santuario Los Cedros, cumbre del cerro. Construido por Don Alejandro Cabrera en memoria de su hijo Fernando.

Actualmente se encuentra considerado como zona de protección ambiental por Protege